# 馬特·貝蒂內利-奧爾平
馬特·貝蒂內利-奧爾平（英語：Matt Bettinelli-Olpin，1978年2月19日—）是美国的一位導演、作家演員和音樂人。他出生在加利福尼亞奧克蘭，畢業於加州大學聖塔克魯茲分校，主修新聞。他是朋克樂隊Link 80的創辦成員之一，並且導演過多部電影。